# Francisco Bonvehi
Francisco Bonvehi (* 1905; † unbekannt) war ein argentinischer Radrennfahrer.

## Sportliche Laufbahn
Bonvehi war im Straßenradsport aktiv und Teilnehmer der Olympischen Sommerspiele 1928 in Amsterdam. Im olympischen Straßenrennen wurde er beim Sieg von Henry Hansen als 20. klassiert. Die argentinische Mannschaft kam mit Bonvehi, Cosme Saavedra, Luis de Meyer und José López in der Mannschaftswertung auf den 8. Rang.
1928 gewann er die nationale Meisterschaft im Straßenrennen.